# Grønlands Nationalpark
Grønlands Nationalpark har et areal på 972.000 km² og omfatter hele den nordøstlige del af Grønland nord for Ittoqqortoormiit (Scoresbysund). Parken strækker sig fra Knud Rasmussens land i nord til Mesters Vig i øst. Den er verdens største nationalpark med et areal på 972.000 km² og en kyststrækning på i alt 18.000 km og inkluderer både de højeste dele af den nordlige halvkugles største iskappe og verdens nordligste landområder med tilgrænsende isdækkede havområder, hvor forskellige Inuitkulturer gennem tusinder af år har kunnet opretholde livet på basis af de højarktiske dyrearter.
Nationalparken har store udviklingsmuligheder for økologisk turisme samt efterforskning og udnyttelse af mulige råstofkilder.

## Befolkning og natur
Kun fangerne fra Ittoqqortoormiit har fri adgang til parken, men mange videnskabelige undersøgelser og ekspeditioner er hvert år i Nationalparken for at forske i de mange spor fra fortidens bosættelser langs kysten og også på grund af, at en stor del af hele Grønlands flora og fauna er repræsenteret i Nationalparken.
Kun 35 mennesker bor fast i fem bosættelser i parken:
- Daneborg er hovedkvarter for Slædepatruljen Sirius (Sirius-patruljen), hvis vigtigste opgaver er at håndhæve Danmarks suverænitet, og som politimyndighed at føre kontrol med ekspeditioner og fredningsbestemmelser i nationalparken, samt foretage overvågning af operationsområdet.

- Zackenberg (sv), 74°30′N 20°30′V / 74.500°N 20.500°V, er en videnskabelig forsøgsstation som i 1997 blev etableret ved Young Sund 22 km fra Daneborg. Stationen ligger i en højarktisk klimazone, der reagerer tidligere end andre zoner på ændringer i det globale vejr. Derfor er den vigtigste opgave at undersøge og måle eventuelle klimasvingninger. Siden oprettelsen i 97, har Zackenberg kun været drevet som feltstation om sommeren, men drives nu fra maj til november.

- Danmarkshavn vejrstationen er bygget hvor Danmark-ekspeditionen i 1906-1908 havde basestation. Hovedopgaven for personalet er 2 gange i døgnet at opsende en ballon med måleinstrumenter. Vejrstationen har automatiske følere for følgende parametre: Vindhastighed, vindretning, vindstød, lufttemperatur og fugtighed, lufttryk, sigtbarhed og vejrlig samt skyhøjde og skymængde. Observationer fra stationen vises på DMI's hjemmeside. Personalet bor i et hus, der indeholder køkken, spisestue, opholdsrum, soverum og arbejdsrum.

- Station Nord ligger i det nordøstlige Grønland og er Forsvarets nordligst beliggende tjenestested og har primært til opgave at holde landingsbanen åben hele året. Besætning består af 5-6 mand, der fortrinsvis rekrutteres blandt Forsvarets personel med faglig uddannelse. Stationen blev anlagt i perioden 1952 – 1956 som en vejr- og telestation med landingsbane. Formålet med placeringen i Nordøstgrønland var, dels som vejrstation at kunne indhente data til at gøre vejrudsigter for Thule Air Base mere nøjagtige, dels som flyveplads at kunne tjene som alternativ landingsplads for amerikanske fly stationeret på Thule Air Base. Senere tillige for civile fly på polarruterne. Landingsbanen er i tidens løb blevet afkortet til nuværende 1800 m. Den årlige genforsyning med brændstof til Station Nord blev fra 1974 oprindelig benævnt "Brilliant Ice", men er fra 2009 - 2019 benævnt "Northern Falcon". I 2020 blev opgaven hjemtaget, og igen benævnt “Brilliant Ice”.

- Mestersvig. Forsvarets Vagt Mestersvig består rent fysisk af to personer, som organisatorisk tilhører Stations- og Patruljetjenesten under Arktisk Kommando . Forsvarets Vagt Mestersvig har siden oprettelsen i 1988 haft til opgave at føre tilsyn med området. Forsvarets Vagt Mestersvig udfører i forbindelse med tilsynet begrænset støtte til den videnskabelige forskning, primært i form af kontrol med ekspeditioner i kraft af tillagt politimyndighed.

- Summit Camp, Indlandsis (4 mand)

## Turisme
Området adskiller sig fra lignende parker ved at der kræves indrejse og opholdstilladelse fra Grønlands Selvstyre. Bortset fra personalet på et par vejrstationer og Siriuspatruljen er området ubeboet. Fangerne fra Ittoqqortormiit har adgang til traditionel jagt i nationalparken. Der foretages mange videnskabelige undersøgelser og ekspeditioner i området, blandt andet på grund de mange spor fra fortidens bosættelser langs kysten og ud fra den kendsgerning, at næsten hele Grønlands flora og fauna er repræsenteret i nationalparken. Parken har et varieret fugleliv og store bestande af isbjørne, hvalrosser, sæler, rensdyr, moskusokser og en stigende bestand af ulve, samt mindre dyr som polarræve, hermeliner og polarharer.
Vinteren er lang og havet er frosset til ni måneder om året. Ittoqqortoormiit er et velegnet udgangspunkt til turistture og ekspeditioner med havkajak, båd eller hundeslæde til den øde nordøstgrønlandske nationalpark.
- Se også Danmark-ekspeditionen

- Den tidligere norske fangst og telegrafstation i Myggebugten Myggbukta
- Klint langs vestsiden af Zackenberg-elvens udløb
- Christian Bay ved Zackenberg
- Landskab ved Zackenberg